# Parafia Katedralna Świętych Apostołów Piotra i Pawła w Gliwicach
Parafia Katedralna Świętych Apostołów Piotra i Pawła w Gliwicach – parafia metropolii katowickiej, diecezji gliwickiej, dekanatu Gliwice Kościoła katolickiego obrządku łacińskiego. Powstała w 1908.